# Turówka (obwód wołyński)
Turówka (ukr. Турівка) – wieś na Ukrainie na terenie rejonu włodzimierskiego w obwodzie wołyńskim, liczy 149 mieszkańców.